# Cúp FA 2024–25
Cúp FA 2024–25 (tiếng Anh: 2024–25 FA Cup) là mùa giải thứ 144 của Cúp FA, giải đấu bóng đá lâu đời nhất thế giới. Giải đấu được tài trợ bởi Emirates và còn được gọi là Emirates FA Cup vì lý do tài trợ. Vòng loại của giải đấu bắt đầu vào ngày 3 tháng 8 năm 2024, trong khi vòng đấu chính bắt đầu từ ngày 2 tháng 11 năm 2024.
Manchester United là nhà đương kim vô địch khi đánh bại đối thủ Manchester City trong trận chung kết năm 2024 để giành chức vô địch FA Cup lần thứ 13 đã bị Fulham loại ở vòng thứ năm.
Trận chung kết được tổ chức tại Sân vận động Wembley, London vào ngày 17 tháng 5 năm 2025. Crystal Palace đã vô địch giải đấu lần đầu tiên khi đánh bại Manchester City trong trận chung kết và giành được danh hiệu lớn đầu tiên trong lịch sử câu lạc bộ. Với tư cách là đội chiến thắng, Crystal Palace giành được quyền thi đấu với nhà vô địch Giải bóng đá Ngoại hạng Anh 2024–25 là câu lạc bộ Liverpool trong trận Siêu cúp Anh 2025. Ban đầu, họ cũng đủ điều kiện tham dự vòng loại giải đấu UEFA Europa League 2025–26, tuy nhiên suất tham dự giải này đã bị tước và thay thế bằng suất tham dự UEFA Conference League 2025–26. Đối với Manchester City đây là lần thứ ba liên tiếp họ lọt vào trận chung kết Cúp FA, nhưng là lần thứ hai liên tiếp về nhì ở giải đấu này.

## Các đội bóng
Cúp FA là một giải đấu loại trực tiếp với 124 đội tham dự ngay từ vòng đầu tiên, tất cả đều cố gắng lọt vào đến trận chung kết diễn ra tại sân vận động Wembley. Giải đấu bao gồm 92 đội từ hệ thống giải bóng đá Anh (20 đội từ Premier League và tổng cộng 72 đội từ EFL Championship, EFL League One và EFL League Two) cùng với 32 đội còn sót lại trong tổng số 640 đội từ hệ thống National League tham dự giải từ vòng loại.
Tất cả các vòng đấu sẽ được bốc thăm ngẫu nhiên, thường là sau khi vòng đấu trước kết thúc (không tính bất kỳ ván đấu cuối cùng nào của vòng đấu đang diễn ra), tùy thuộc vào bản quyền phát sóng truyền hình.
| Vòng      | Ngày chính           | Số trận đấu | Số đội còn lại | Số đội tham dự từ vòng này | Tiền thưởng cho đội thắng | Tiền thưởng cho đội thua | Hạng đấu tham dự vòng này                     |
| --------- | -------------------- | ----------- | -------------- | -------------------------- | ------------------------- | ------------------------ | --------------------------------------------- |
| Vòng 1    | 4 tháng 11 năm 2024  | 40          | 124 → 84       | 48                         | £45,000                   | £15,000                  | 24 đội EFL League One 24 đội EFL League Two   |
| Vòng 2    | 30 tháng 11 năm 2024 | 20          | 84 → 64        | Không                      | £75,000                   | £20,000                  | Không                                         |
| Vòng 3    | 11 tháng 1 năm 2025  | 32          | 64 → 32        | 44                         | £115,000                  | £25,000                  | 20 đội Ngoại hạng Anh 24 đội EFL Championship |
| Vòng 4    | 8 tháng 2 năm 2025   | 16          | 32 → 16        | Không                      | £120,000                  | Không                    | Không                                         |
| Vòng 5    | 1 tháng 3 năm 2025   | 8           | 16 → 8         | Không                      | £225,000                  | Không                    | Không                                         |
| Tứ kết    | 29 tháng 3 năm 2025  | 4           | 8 → 4          | Không                      | £450,000                  | Không                    | Không                                         |
| Bán kết   | 26 tháng 4 năm 2025  | 2           | 4 → 2          | Không                      | £1,000,000                | £500,000                 | Không                                         |
| Chung kết | 17 tháng 5 năm 2025  | 1           | 2 → 1          | Không                      | £2,000,000                | £1,000,000               | Không                                         |

## Vòng loại
Các đội bóng không phải là thành viên của Premier League hoặc English Football League sẽ thi đấu ở vòng loại để giành một trong 32 suất tham dự vòng đầu tiên. Quá trình vòng loại gồm sáu vòng, bắt đầu với vòng sơ loại bổ sung vào ngày 3 tháng 8 năm 2024

## Thay đổi về thể thức
Đây là mùa giải đầu tiên giải đấu không còn thể thức đá lại ở các vòng đấu không phải vòng loại, cũng là lần cuối cùng trận chung kết được tổ chức sau khi mùa giải Ngoại hạng Anh kết thúc. Những thay đổi này được thực hiện như một phần trong thỏa thuận sáu năm giữa Hiệp hội bóng đá Anh và Premier League do áp lực từ các giải đấu được mở rộng của UEFA lên lịch thi đấu trong nước, nhưng đã bị chỉ trích vì các trận đấu lại được coi là nguồn thu nhập quan trọng cho các câu lạc bộ ở các giải đấu thấp hơn.
VAR sẽ được sử dụng trong tất cả các trận đấu từ vòng 5 trở đi (và không áp dụng cho các trận đấu trước đó), trong khi ở các mùa giải trước, công nghệ này được sử dụng cho tất cả các trận đấu được tổ chức tại sân vận động Premier League và Sân vận động Wembley.

## Vòng 1
Tổng cộng 80 đội bóng thi đấu tại vòng 1, gồm 32 đội giành chiến thắng tại vòng loại 4, 24 đội của League Two và 24 đội của League One. Đội bóng hạng 8 Hednesford Town là đội bóng thi đấu ở hạng đấu thấp nhất góp mặt tại giai đoạn này của giai đấu.
| Premier League | Championship | EFL League One | EFL League Two | Non-League | Tổng cộng |
| -------------- | ------------ | -------------- | -------------- | ---------- | --------- |
| 20 / 20        | 24 / 24      | 24 / 24        | 24 / 24        | 32 / 32    | 124 / 124 |

1. 1 2  Các đội Ngoại hạng Anh và Championship sẽ bắt đầu thi đấu từ vòng 3.

| 1 tháng 11 năm 2024 | Notts County (4)                                      | 5–1      | Alfreton Town (6) | Nottingham                                                               |  |
| 19:45 GMT           | - Platt 16' - Jatta 48', 62' - Brown 85' (ph.đ.), 90' | Chi tiết | - Waldock 14'     | Sân vận động: Meadow Lane Lượng khán giả: 6,658 Trọng tài: Scott Simpson |  |

| 1 tháng 11 năm 2024 | Tamworth (5)         | 1–0      | Huddersfield Town (3) | Tamworth                                                                        |  |
| 19:45 GMT           | - Maxwell 44' (l.n.) | Chi tiết |                       | Sân vận động: The Lamb Ground Lượng khán giả: 3,533 Trọng tài: Benjamin Speedie |  |

| 2 tháng 11 năm 2024 | Barrow (4) | 0–1      | Doncaster Rovers (4) | Barrow-in-Furness                                                        |  |
| 15:00 GMT           |            | Chi tiết | - Kelly 83'          | Sân vận động: Holker Street Lượng khán giả: 2,605 Trọng tài: Dale Baines |  |

| 2 tháng 11 năm 2024                                            | Brackley Town (6) | 0–0 (s.h.p.) (5–4 p)                                                  | Braintree Town (5) | Brackley                                                                    |  |
| 15:00 GMT                                                      |                   | Chi tiết                                                              |                    | Sân vận động: St James Park Lượng khán giả: 1,121 Trọng tài: Stuart Morland |  |
|                                                                |                   | Loạt sút luân lưu                                                     |                    |                                                                             |  |
| - Byrne - Newton - Lyttle - O'Sullivan - Lilley - Bates - Lowe |                   | - Akinde - Langston - Francis - Powell - Vennings - Robinson - Lisbie |                    |                                                                             |  |

| 2 tháng 11 năm 2024 | Bradford City (4)                                | 3–1      | Aldershot Town (5) | Bradford                                                                 |  |
| 15:00 GMT           | - Oliver 50' - Maghoma 65' (l.n.) - Kavanagh 68' | Chi tiết | - Barham 32'       | Sân vận động: Valley Parade Lượng khán giả: 4,737 Trọng tài: Craig Hicks |  |

| 2 tháng 11 năm 2024 | Bristol Rovers (3)                       | 3–1 (s.h.p.) | Weston-super-Mare (6) | Bristol                                                                     |  |
| 15:00 GMT           | - Lindsay 42' - Taylor 95' - Ward 120+2' | Chi tiết     | - Bastin 64'          | Sân vận động: Memorial Stadium Lượng khán giả: 6,898 Trọng tài: Ollie Yates |  |

| 2 tháng 11 năm 2024 | Burton Albion (3) | 1–0      | Scarborough Athletic (6) | Burton upon Trent                                                           |  |
| 15:00 GMT           | - Kalinauskas 69' | Chi tiết |                          | Sân vận động: Pirelli Stadium Lượng khán giả: 3,066 Trọng tài: Simon Mather |  |

| 2 tháng 11 năm 2024 | Carlisle United (4) | 0–2 (s.h.p.) | Wigan Athletic (3)                | Carlisle                                                                 |  |
| 15:00 GMT           |                     | Chi tiết     | - S. Smith 105' - J. Smith 120+1' | Sân vận động: Brunton Park Lượng khán giả: 4,532 Trọng tài: Martin Woods |  |

| 2 tháng 11 năm 2024 | Chesterfield (4)            | 3–1      | Horsham (7)   | Chesterfield                                                                |  |
| 15:00 GMT           | - Grigg 6', 49' - Dobra 65' | Chi tiết | - Dickson 85' | Sân vận động: SMH Group Stadium Lượng khán giả: 4,887 Trọng tài: Martin Coy |  |

| 2 tháng 11 năm 2024 | Crewe Alexandra (4) | 0–1      | Dagenham & Redbridge (5) | Crewe                                                                    |  |
| 15:00 GMT           |                     | Chi tiết | - Pereira 73' (ph.đ.)    | Sân vận động: Gresty Road Lượng khán giả: 3,133 Trọng tài: John Mulligan |  |

| 2 tháng 11 năm 2024 | Exeter City (3)                                                      | 5–3      | Barnet (5)                             | Exeter                                                                  |  |
| 15:00 GMT           | - Magennis 13', 76' (ph.đ.), 85' (ph.đ.) - Bird 90+6' - Doyle 90+11' | Chi tiết | - Glover 39' - Brunt 59' - Kabamba 78' | Sân vận động: St James Park Lượng khán giả: 4,244 Trọng tài: Lee Swabey |  |

| 2 tháng 11 năm 2024 | Gillingham (4) | 0–2      | Blackpool (3)      | Gillingham                                                                    |  |
| 15:00 GMT           |                | Chi tiết | - Carey 38', 90+4' | Sân vận động: Priestfield Stadium Lượng khán giả: 4,403 Trọng tài: Carl Brook |  |

| 2 tháng 11 năm 2024 | Grimsby Town (4) | 0–1      | Wealdstone (5) | Cleethorpes                                                                 |  |
| 15:00 GMT           |                  | Chi tiết | - Reid 90'     | Sân vận động: Blundell Park Lượng khán giả: 3,174 Trọng tài: James Westgate |  |

| 2 tháng 11 năm 2024                                                                 | Hednesford Town (8)                       | 4–4 (s.h.p.) (4–5 p)                                                                              | Gainsborough Trinity (7)                        | Hednesford                                                                |  |
| 15:00 GMT                                                                           | - Duku 4' - Holness 21' - McHale 49', 95' | Chi tiết                                                                                          | - Howe 65', 77' - Lancaster 90+4' - Clarke 109' | Sân vận động: Keys Park Lượng khán giả: 3,866 Trọng tài: Jason Richardson |  |
|                                                                                     |                                           | Loạt sút luân lưu                                                                                 |                                                 |                                                                           |  |
| - Stevenson - Sparkes - Bearne - Holness - Taylor - Gwilt - Spence - Johnson - Rowe |                                           | - Cogill - Tuntulwana - B. Johnson - Stacey - Lancaster - Hornshaw - Preston - Clarke - Helliwell |                                                 |                                                                           |  |

| 2 tháng 11 năm 2024 | Maidenhead United (5) | 1–2 (s.h.p.) | Crawley Town (3)                  | Maidenhead                                                                 |  |
| 15:00 GMT           | - McCoulsky 64'       | Chi tiết     | - Mullarkey 90+5' - Showunmi 116' | Sân vận động: York Road Lượng khán giả: 1,814 Trọng tài: Stephen Parkinson |  |

| 2 tháng 11 năm 2024 | Newport County (4)         | 2–4      | Peterborough United (3)                     | Newport                                                                     |  |
| 15:00 GMT           | - Glennon 5' - Whitmore 7' | Chi tiết | - Odoh 27' - Randall 71' - Jones 89', 90+3' | Sân vận động: Rodney Parade Lượng khán giả: 2,941 Trọng tài: Stephen Martin |  |

| 2 tháng 11 năm 2024 | Port Vale (4) | 1–3      | Barnsley (3)                                            | Stoke-on-Trent                                                              |  |
| 15:00 GMT           | - Curtis 31'  | Chi tiết | - Roberts 17' - Keillor-Dunn 64' - Phillips 82' (ph.đ.) | Sân vận động: Vale Park Lượng khán giả: 5,128 Trọng tài: Charles Breakspear |  |

| 2 tháng 11 năm 2024 | Reading (3)                       | 2–0      | Fleetwood Town (4) | Reading                                                                     |  |
| 15:00 GMT           | - Bindon 48' - Odubeko 86' (l.n.) | Chi tiết |                    | Sân vận động: Madejski Stadium Lượng khán giả: 3,685 Trọng tài: Paul Howard |  |

| 2 tháng 11 năm 2024 | Rochdale (5)                                        | 3–4      | Bromley (4)                                     | Rochdale                                                                        |  |
| 15:00 GMT           | - Beckwith 24' - Webster 52' (l.n.) - Henderson 80' | Chi tiết | - Whitely 1', 90+2' - Cheek 3' - Amantchi 90+1' | Sân vận động: Spotland Stadium Lượng khán giả: 2,329 Trọng tài: Aaron Bannister |  |

| 2 tháng 11 năm 2024 | Rotherham United (3) | 1–3      | Cheltenham Town (4)             | Rotherham                                                                    |  |
| 15:00 GMT           | - Wilks 37'          | Chi tiết | - Colwill 36', 45' - Archer 58' | Sân vận động: New York Stadium Lượng khán giả: 2,770 Trọng tài: Adam Herczeg |  |

| 2 tháng 11 năm 2024 | Rushall Olympic (6) | 0–2      | Accrington Stanley (4)      | Walsall                                                                   |  |
| 15:00 GMT           |                     | Chi tiết | - J. Woods 73' - Walton 82' | Sân vận động: Dales Lane Lượng khán giả: 1,311 Trọng tài: Steven Copeland |  |

| 2 tháng 11 năm 2024 | Salford City (4) | 2–1      | Shrewsbury Town (3) | Salford                                                                |  |
| 15:00 GMT           | - Lund 5', 42'   | Chi tiết | - Marquis 15'       | Sân vận động: Moor Lane Lượng khán giả: 2,374 Trọng tài: Leigh Doughty |  |

| 2 tháng 11 năm 2024 | Solihull Moors (5)                                   | 3–0      | Maidstone United (6) | Solihull                                                                  |  |
| 15:00 GMT           | - Clarke 49' - Stevens 88' (ph.đ.) - Wilkinson 90+7' | Chi tiết |                      | Sân vận động: Damson Park Lượng khán giả: 1,682 Trọng tài: Richie Watkins |  |

| 2 tháng 11 năm 2024 | Southend United (5)                                          | 3–4 (s.h.p.) | Charlton Athletic (3)                                       | Southend-on-Sea                                                           |  |
| 15:00 GMT           | - Bridge 45+1' (ph.đ.) - Coker 52' - Gillesphey 90+3' (l.n.) | Chi tiết     | - Leaburn 9' - Z. Mitchell 40' - Godden 66' - Ahadme 120+1' | Sân vận động: Roots Hall Lượng khán giả: 8,875 Trọng tài: Darren Drysdale |  |

| 2 tháng 11 năm 2024                                    | Stevenage (3) | 1–1 (s.h.p.) (5–4 p)                                                | Guiseley (7)     | Stevenage                                                                  |  |
| 15:00 GMT                                              | - Reid 53'    | Chi tiết                                                            | - Longbottom 83' | Sân vận động: Broadhall Way Lượng khán giả: 2,224 Trọng tài: Oliver Mackey |  |
|                                                        |               | Loạt sút luân lưu                                                   |                  |                                                                            |  |
| - Reid - Roberts - White - Young - List - Smith - Kemp |               | - Longbottom - Brown - Ackroyd - Ridehalgh - Mbeka - Bentley - Ible |                  |                                                                            |  |

| 2 tháng 11 năm 2024 | Stockport County (3)         | 2–1 (s.h.p.) | Forest Green Rovers (5) | Stockport                                                                |  |
| 15:00 GMT           | - Horsfall 64' - Wootton 97' | Chi tiết     | - Doidge 82'            | Sân vận động: Edgeley Park Lượng khán giả: 4,624 Trọng tài: Scott Tallis |  |

| 2 tháng 11 năm 2024 | Swindon Town (4)                | 2–1 (s.h.p.) | Colchester United (4) | Swindon                                                                    |  |
| 15:00 GMT           | - McGregor 83' - Tshimanga 106' | Chi tiết     | - Anderson 64'        | Sân vận động: County Ground Lượng khán giả: 4,855 Trọng tài: Scott Jackson |  |

| 2 tháng 11 năm 2024 | Tonbridge Angels (6) | 1–4      | Harborough Town (7)                           | Tonbridge                                                                   |  |
| 15:00 GMT           | - Shields 90+5'      | Chi tiết | - Malone 41' - Stephens 60', 72' - Forbes 87' | Sân vận động: Longmead Stadium Lượng khán giả: 3,132 Trọng tài: Ross Martin |  |

| 2 tháng 11 năm 2024 | Tranmere Rovers (4) | 1–2      | Oldham Athletic (5)            | Birkenhead                                                                |  |
| 15:00 GMT           | - Jennings 9'       | Chi tiết | - Norwood 39' - Uchegbulam 61' | Sân vận động: Prenton Park Lượng khán giả: 6,464 Trọng tài: Declan Bourne |  |

| 2 tháng 11 năm 2024 | Walsall (4)                    | 2–1      | Bolton Wanderers (3) | Walsall                                                                      |  |
| 15:00 GMT           | - L. Gordon 59' - Jellis 90+1' | Chi tiết | - Sheehan 55'        | Sân vận động: Bescot Stadium Lượng khán giả: 6,684 Trọng tài: Ruebyn Ricardo |  |

| 2 tháng 11 năm 2024 | Woking (5) | 0–1      | Cambridge United (3) | Woking                                                                          |  |
| 15:00 GMT           |            | Chi tiết | - Brophy 73'         | Sân vận động: Kingfield Stadium Lượng khán giả: 3,105 Trọng tài: Jamie O'Connor |  |

| 2 tháng 11 năm 2024 | Worthing (6) | 0–2      | Morecambe (4)            | Worthing                                                                 |  |
| 15:00 GMT           |              | Chi tiết | - Slew 7' - Williams 88' | Sân vận động: Woodside Road Lượng khán giả: 3,110 Trọng tài: Sam Mulhall |  |

| 2 tháng 11 năm 2024 | Wycombe Wanderers (3)                | 3–2      | York City (5)                | High Wycombe                                                         |  |
| 15:00 GMT           | - Leahy 14' (ph.đ.), 57' - Kodua 21' | Chi tiết | - Sinclair 31' - Felix 90+4' | Sân vận động: Adams Park Lượng khán giả: 2,765 Trọng tài: Tom Reeves |  |

| 2 tháng 11 năm 2024 | Northampton Town (3) | 1–2 (s.h.p.) | Kettering Town (7)        | Northampton                                                                  |  |
| 17:30 GMT           | - Johnson 28' (l.n.) | Chi tiết     | - Miller 66' - Ranger 92' | Sân vận động: Sixfields Stadium Lượng khán giả: 7,104 Trọng tài: Elliot Bell |  |

| 3 tháng 11 năm 2024 | Milton Keynes Dons (4) | 0–2      | AFC Wimbledon (4)          | Milton Keynes                                                           |  |
| 12:30 GMT           |                        | Chi tiết | - Stevens 44' - Bugiel 51' | Sân vận động: Stadium MK Lượng khán giả: 10,419 Trọng tài: Matt Corlett |  |

| 3 tháng 11 năm 2024 | Sutton United (5) | 0–1      | Birmingham City (3) | Sutton                                                                        |  |
| 12:30 GMT           |                   | Chi tiết | - Willumsson 34'    | Sân vận động: Gander Green Lane Lượng khán giả: 4,804 Trọng tài: Ben Atkinson |  |

| 3 tháng 11 năm 2024            | Boreham Wood (6)            | 2–2 (s.h.p.) (1–3 p)                        | Leyton Orient (3)         | Borehamwood                                                             |  |
| 14:00 GMT                      | - Marsh 69' - O'Connell 85' | Chi tiết                                    | - Perkins 12' - Agyei 49' | Sân vận động: Meadow Park Lượng khán giả: 2,101 Trọng tài: James Durkin |  |
|                                |                             | Loạt sút luân lưu                           |                           |                                                                         |  |
| - Whelan - Bush - Hare - Dixon |                             | - Jaiyesimi - O'Neill - Pratley - Galbraith |                           |                                                                         |  |

| 3 tháng 11 năm 2024 | Curzon Ashton (6) | 0–4      | Mansfield Town (3)                                            | Ashton-under-Lyne                                                              |  |
| 14:00 GMT           |                   | Chi tiết | - Akins 16' (ph.đ.) - S. Quinn 30' - Waine 73' - B. Quinn 86' | Sân vận động: Tameside Stadium Lượng khán giả: 2,553 Trọng tài: Thomas Parsons |  |

| 3 tháng 11 năm 2024 | Harrogate Town (4) | 1–0      | Wrexham (3) | Harrogate                                                                     |  |
| 15:30 GMT           | - Muldoon 24'      | Chi tiết |             | Sân vận động: Wetherby Road Lượng khán giả: 3,893 Trọng tài: Edward Duckworth |  |

| 4 tháng 11 năm 2024 | Chesham United (6) | 0–4      | Lincoln City (3)                                                | Chesham                                                                  |  |
| 19:15 GMT           |                    | Chi tiết | - Moylan 44' - Makama 49' - McGrandles 65' - Adebiyi 87' (l.n.) | Sân vận động: The Meadow Lượng khán giả: 3,963 Trọng tài: Alex Chilowicz |  |

## Vòng 2
Tất cả 40 đội bóng giành chiến thắng từ vòng 1 sẽ bước vào vòng 2. Các đội hạng 7 là Gainsborough Trinity, Harborough Town và Kettering Town là hạng đấu thấp nhất xuất hiện trong buổi lễ bốc thăm, được diễn ra vào ngày 3 tháng 11 năm 2024.
| Premier League | Championship | League One | League Two | Non-League | Total    |
| -------------- | ------------ | ---------- | ---------- | ---------- | -------- |
| 20 / 20        | 24 / 24      | 18 / 24    | 13 / 24    | 9 / 32     | 84 / 124 |

1. 1 2  Các đội Ngoại hạng Anh và Championship sẽ tham gia từ vòng 3.

| 29 tháng 11 năm 2024 | Harrogate Town (4) | 1–0      | Gainsborough Trinity (7) | Harrogate                                                                 |  |
| 19:45 GMT            | - Cornelius 57'    | Chi tiết |                          | Sân vận động: Wetherby Road Lượng khán giả: 4,010 Trọng tài: Farai Hallam |  |

| 30 tháng 11 năm 2024 | Wealdstone (5) | 0–2      | Wycombe Wanderers (3)   | Ruislip                                                                      |  |
| 11:30 GMT            |                | Chi tiết | - Lubala 29' - Kone 84' | Sân vận động: Grosvenor Vale Lượng khán giả: 3,534 Trọng tài: Alex Chilowicz |  |

| 30 tháng 11 năm 2024                      | Accrington Stanley (4) | 2–2 (s.h.p.) (4–1 p)          | Swindon Town (4)             | Accrington                                                                   |  |
| 15:00 GMT                                 | - Walton 17', 90+1'    | Chi tiết                      | - Hall 45+2' - Cotterill 70' | Sân vận động: Crown Ground Lượng khán giả: 1,534 Trọng tài: Geoff Eltringham |  |
|                                           |                        | Loạt sút luân lưu             |                              |                                                                              |  |
| - Popoola - Knowles - B. Woods - Khumbeni |                        | - Drinan - Cotterill - Wright |                              |                                                                              |  |

| 30 tháng 11 năm 2024                          | Barnsley (3) | 0–0 (s.h.p.) (3–4 p)                   | Bristol Rovers (3) | Barnsley                                                            |  |
| 15:00 GMT                                     |              | Chi tiết                               |                    | Sân vận động: Oakwell Lượng khán giả: 4,801 Trọng tài: Scott Oldham |  |
|                                               |              | Loạt sút luân lưu                      |                    |                                                                     |  |
| - Phillips - Cosgrove - Russell - Jaló - Earl |              | - Martin - Sotiriou - Sinclair - Forde |                    |                                                                     |  |

| 30 tháng 11 năm 2024 | Cambridge United (3) | 1–2 (s.h.p.) | Wigan Athletic (3)             | Cambridge                                                                       |  |
| 15:00 GMT            | - Njoku 77'          | Chi tiết     | - Aasgaard 85' - J. Smith 119' | Sân vận động: Abbey Stadium Lượng khán giả: 3,830 Trọng tài: Zac Kennard-Kettle |  |

| 30 tháng 11 năm 2024 | Crawley Town (3)                       | 3–4      | Lincoln City (3)                                    | Crawley                                                                            |  |
| 15:00 GMT            | - Roles 10' - Showunmi 13' - Kelly 82' | Chi tiết | - O'Connor 19' - Makama 39' - Ring 47' - Moylan 48' | Sân vận động: Broadfield Stadium Lượng khán giả: 2,831 Trọng tài: Sunny Singh Gill |  |

| 30 tháng 11 năm 2024 | Exeter City (3)              | 2–0      | Chesterfield (4) | Exeter                                                                   |  |
| 15:00 GMT            | - Crama 45+2' - Magennis 69' | Chi tiết |                  | Sân vận động: St James Park Lượng khán giả: 4,782 Trọng tài: Jacob Miles |  |

| 30 tháng 11 năm 2024 | Leyton Orient (3)             | 2–1 (s.h.p.) | Oldham Athletic (5) | Leyton                                                                  |  |
| 15:00 GMT            | - Keeley 90+9' - Agyei 120+1' | Chi tiết     | - Monthé 47'        | Sân vận động: Brisbane Road Lượng khán giả: 6,078 Trọng tài: Alan Young |  |

| 30 tháng 11 năm 2024 | Morecambe (4) | 1–0      | Bradford City (4) | Morecambe                                                                                  |  |
| 15:00 GMT            | - Slew 81'    | Chi tiết |                   | Sân vận động: Mazuma Mobile Stadium Lượng khán giả: 3,101 Trọng tài: Sebastian Stockbridge |  |

| 30 tháng 11 năm 2024 | Peterborough United (3)                   | 4–3      | Notts County (4)                       | Peterborough                                                                      |  |
| 15:00 GMT            | - Jones 10', 73' - Randall 77' - Odoh 87' | Chi tiết | - Scott 13' - Platt 16' - Abbott 90+6' | Sân vận động: London Road Stadium Lượng khán giả: 6,310 Trọng tài: Ruebyn Ricardo |  |

| 30 tháng 11 năm 2024 | Salford City (4)                       | 2–0      | Cheltenham Town (4) | Salford                                                             |  |
| 15:00 GMT            | - Okoronkwo 20' - Stockton 22' (ph.đ.) | Chi tiết |                     | Sân vận động: Moor Lane Lượng khán giả: 1,968 Trọng tài: Martin Coy |  |

| 30 tháng 11 năm 2024 | Stevenage (3) | 0–1      | Mansfield Town (3) | Stevenage                                                               |  |
| 15:00 GMT            |               | Chi tiết | - McLaughlin 48'   | Sân vận động: Broadhall Way Lượng khán giả: 2,464 Trọng tài: Tom Reeves |  |

| 30 tháng 11 năm 2024 | Stockport County (3)                    | 3–1      | Brackley Town (6)     | Stockport                                                                |  |
| 15:00 GMT            | - Collar 15' - Wootton 18' - Olaofe 86' | Chi tiết | - Connolly 55' (l.n.) | Sân vận động: Edgeley Park Lượng khán giả: 5,637 Trọng tài: Simon Mather |  |

| 30 tháng 11 năm 2024 | Walsall (4) | 0–4      | Charlton Athletic (3)                              | Walsall                                                                   |  |
| 15:00 GMT            |             | Chi tiết | - Ahadme 16', 85' - Godden 28' - T. Campbell 90+2' | Sân vận động: Bescot Stadium Lượng khán giả: 6,161 Trọng tài: Ollie Yates |  |

| 30 tháng 11 năm 2024 | AFC Wimbledon (4) | 1–2      | Dagenham & Redbridge (5) | Wimbledon                                                              |  |
| 19:15 GMT            | - Stevens 45+8'   | Chi tiết | - Morias 35' - Rees 79'  | Sân vận động: Plough Lane Lượng khán giả: 5,907 Trọng tài: Craig Hicks |  |

| 1 tháng 12 năm 2024 | Kettering Town (7)  | 1–2 (s.h.p.) | Doncaster Rovers (4) | Burton Latimer                                                               |  |
| 12:00 GMT           | - Noel-Williams 30' | Chi tiết     | - Sharp 75', 105'    | Sân vận động: Latimer Park Lượng khán giả: 2,803 Trọng tài: Benjamin Speedie |  |

| 1 tháng 12 năm 2024 | Blackpool (3) | 1–2      | Birmingham City (3)         | Blackpool                                                                |  |
| 13:00 GMT           | - Rhodes 55'  | Chi tiết | - Dykes 6' - Jutkiewicz 24' | Sân vận động: Bloomfield Road Lượng khán giả: 4,835 Trọng tài: Tom Nield |  |

| 1 tháng 12 năm 2024                           | Burton Albion (3) | 1–1 (s.h.p.) (3–4 p)                               | Tamworth (5) | Burton upon Trent                                                          |  |
| 14:00 GMT                                     | - Bennett 92'     | Chi tiết                                           | - Maher 94'  | Sân vận động: Pirelli Stadium Lượng khán giả: 4,393 Trọng tài: Thomas Kirk |  |
|                                               |                   | Loạt sút luân lưu                                  |              |                                                                            |  |
| - Orsi - Bennett - Whitfield - Watt - Sweeney |                   | - Milnes - Fletcher - Crompton - Morrison - Hollis |              |                                                                            |  |

| 1 tháng 12 năm 2024 | Reading (3)                                                | 5–3 (s.h.p.) | Harborough Town (7)                         | Reading                                                                       |  |
| 14:00 GMT           | - Camará 20' - Savage 59' - Akande 65' - Campbell 93', 96' | Chi tiết     | - Robinson 18' - O'Sullivan 21' - Tonge 86' | Sân vận động: Madejski Stadium Lượng khán giả: 7,916 Trọng tài: Declan Bourne |  |

| 1 tháng 12 năm 2024 | Solihull Moors (5) | 1–2      | Bromley (4)               | Solihull                                                                   |  |
| 15:15 GMT           | - Wilkinson 12'    | Chi tiết | - Sowunmi 15' - Imray 61' | Sân vận động: Damson Park Lượng khán giả: 1,770 Trọng tài: Matthew Russell |  |

## Vòng 3
Có tổng cộng 64 đội bóng thi đấu ở vòng 3: 20 đội thắng ở vòng 2, 20 đội ở Ngoại hạng Anh và 24 đội ở EFL Championship, 2 đội hạng 5 là Dagenham & Redbridge và Tamworth. Buổi bốc thăm diễn ra vào ngày 2 tháng 12 năm 2024.
| Premier League | Championship | League One | League Two | Non-League | Total    |
| -------------- | ------------ | ---------- | ---------- | ---------- | -------- |
| 20 / 20        | 24 / 24      | 12 / 24    | 6 / 24     | 2 / 32     | 64 / 124 |

| 9 tháng 1 năm 2025 | Sheffield United (2) | 0–1      | Cardiff City (2) | Sheffield                                                                |  |
| 19:00 GMT          |                      | Chi tiết | - Ashford 19'    | Sân vận động: Bramall Lane Lượng khán giả: 6,126 Trọng tài: Adam Herczeg |  |

| 9 tháng 1 năm 2025 | Everton (1)                       | 2–0      | Peterborough United (3) | Liverpool                                                                    |  |
| 19:45 GMT          | - Beto 42' - Ndiaye 90+8' (ph.đ.) | Chi tiết |                         | Sân vận động: Goodison Park Lượng khán giả: 38,895 Trọng tài: Thomas Bramall |  |

| 9 tháng 1 năm 2025 | Fulham (1)                                                      | 4–1      | Watford (2) | Fulham                                                                      |  |
| 19:45 GMT          | - Muniz 26' - Jiménez 49' (ph.đ.) - Andersen 65' - Castagne 85' | Chi tiết | - Vata 33'  | Sân vận động: Craven Cottage Lượng khán giả: 15,981 Trọng tài: Matt Donohue |  |

| 10 tháng 1 năm 2025 | Wycombe Wanderers (3)      | 2–0      | Portsmouth (2) | High Wycombe                                                         |  |
| 19:45 GMT           | - Hanlan 17' - Bradley 27' | Chi tiết |                | Sân vận động: Adams Park Lượng khán giả: 5,240 Trọng tài: Tom Reeves |  |

| 10 tháng 1 năm 2025 | Aston Villa (1)          | 2–1      | West Ham United (1) | Birmingham                                                              |  |
| 20:00 GMT           | - Onana 71' - Rogers 76' | Chi tiết | - Paquetá 9'        | Sân vận động: Villa Park Lượng khán giả: 40,989 Trọng tài: Tim Robinson |  |

| 11 tháng 1 năm 2025 | Birmingham City (3)       | 2–1      | Lincoln City (3)     | Birmingham                                                             |  |
| 12:00 GMT           | - Yokoyama 1' - Dykes 77' | Chi tiết | - Makama 90' (ph.đ.) | Sân vận động: St Andrew's Lượng khán giả: 17,042 Trọng tài: Martin Coy |  |

| 11 tháng 1 năm 2025 | Bristol City (2) | 1–2      | Wolverhampton Wanderers (1) | Bristol                                                                  |  |
| 12:00 GMT           | - Twine 45+1'    | Chi tiết | - Aït-Nouri 10' - Gomes 21' | Sân vận động: Ashton Gate Lượng khán giả: 23,485 Trọng tài: Robert Jones |  |

| 11 tháng 1 năm 2025 | Middlesbrough (2) | 0–1      | Blackburn Rovers (2) | Middlesbrough                                                             |  |
| 12:00 GMT           |                   | Chi tiết | - Weimann 70'        | Sân vận động: Riverside Lượng khán giả: 16,794 Trọng tài: Dean Whitestone |  |

| 11 tháng 1 năm 2025 | Liverpool (1)                                              | 4–0      | Accrington Stanley (4) | Liverpool                                                           |  |
| 12:15 GMT           | - Jota 29' - Alexander-Arnold 45' - Danns 76' - Chiesa 90' | Chi tiết |                        | Sân vận động: Anfield Lượng khán giả: 60,261 Trọng tài: Lewis Smith |  |

| 11 tháng 1 năm 2025 | Leicester City (1)                                                                | 6–2      | Queens Park Rangers (2)    | Leicester                                                             |  |
| 14:00 GMT           | - Justin 8', 63' - Mavididi 35' - Buonanotte 38' - Vardy 51' (ph.đ.) - Faes 90+3' | Chi tiết | - Varane 18' - Kolli 45+2' | Sân vận động: King Power Lượng khán giả: 28,424 Trọng tài: David Webb |  |

| 11 tháng 1 năm 2025 | Bournemouth (1)                                                   | 5–1      | West Bromwich Albion (2) | Bournemouth                                    |  |
| 15:00 GMT           | - Kluivert 27' - Ouattara 34', 44' - Semenyo 47' - Jebbison 90+2' | Chi tiết | - Taylor 14'             | Sân vận động: Dean Court Trọng tài: John Busby |  |

| 11 tháng 1 năm 2025 | Brentford (1) | 0–1      | Plymouth Argyle (2) | Brentford                                                                     |  |
| 15:00 GMT           |               | Chi tiết | - Whittaker 82'     | Sân vận động: Brentford Community Lượng khán giả: 16,790 Trọng tài: Ben Toner |  |

| 11 tháng 1 năm 2025 | Chelsea (1)                                         | 5–0      | Morecambe (4) | Fulham                                                                         |  |
| 15:00 GMT           | - Adarabioyo 39', 70' - Nkunku 50' - Félix 75', 77' | Chi tiết |               | Sân vận động: Stamford Bridge Lượng khán giả: 38,998 Trọng tài: Andrew Kitchen |  |

| 11 tháng 1 năm 2025 | Exeter City (3)                  | 3–1      | Oxford United (2) | Exeter                                                                    |  |
| 15:00 GMT           | - Mitchell 22', 40' - Harper 64' | Chi tiết | - Phillips 14'    | Sân vận động: St James Park Lượng khán giả: 6,149 Trọng tài: Scott Oldham |  |

| 11 tháng 1 năm 2025 | Norwich City (2) | 0–4      | Brighton & Hove Albion (1)                   | Norwich                                                                  |  |
| 15:00 GMT           |                  | Chi tiết | - Rutter 37', 45+2' - Enciso 59' - March 74' | Sân vận động: Carrow Road Lượng khán giả: 24,738 Trọng tài: Simon Hooper |  |

| 11 tháng 1 năm 2025 | Nottingham Forest (1)  | 2–0      | Luton Town (2) | West Bridgford                                                             |  |
| 15:00 GMT           | - Yates 40' - Sosa 68' | Chi tiết |                | Sân vận động: City Ground Lượng khán giả: 29,445 Trọng tài: Darren England |  |

| 11 tháng 1 năm 2025 | Reading (3) | 1–3 (s.h.p.) | Burnley (2)                        | Reading                                                                          |  |
| 15:00 GMT           | - Wing 77'  | Chi tiết     | - Foster 71' - Flemming 100', 109' | Sân vận động: Sân vận động Madejski Lượng khán giả: 7.039 Trọng tài: Andy Davies |  |

| 11 tháng 1 năm 2025 | Sunderland (2) | 1–2 (s.h.p.) | Stoke City (2)                   | Sunderland                                                                   |  |
| 15:00 GMT           | - Aleksić 64'  | Chi tiết     | - Cannon 4' (ph.đ.) - Ennis 112' | Sân vận động: Stadium of Light Lượng khán giả: 15.774 Trọng tài: Elliot Bell |  |

| 11 tháng 1 năm 2025 | Leeds United (2) | 1–0      | Harrogate Town (4) | Leeds                                                                  |  |
| 17:45 GMT           | - Ramazani 59'   | Chi tiết |                    | Sân vận động: Elland Road Lượng khán giả: 35.584 Trọng tài: James Bell |  |

| 11 tháng 1 năm 2025 | Manchester City (1)                                                                              | 8–0      | Salford City (4) | Manchester                                                                            |  |
| 17:45 GMT           | - Doku 8', 69' (ph.đ.) - Mubama 20' - O'Reilly 43' - Grealish 49' (ph.đ.) - McAtee 62', 72', 81' | Chi tiết |                  | Sân vận động: City of Manchester Stadium Lượng khán giả: 52.056 Trọng tài: Josh Smith |  |

| 11 tháng 1 năm 2025                           | Coventry City (2) | 1–1 (s.h.p.) (4–3 p)                                | Sheffield Wednesday (2) | Coventry                                                                                    |  |
| 18:00 GMT                                     | - Kitching 26'    | Chi tiết                                            | - Musaba 90+3'          | Sân vận động: Coventry Building Society Arena Lượng khán giả: 20.906 Trọng tài: Thomas Kirk |  |
|                                               |                   | Loạt sút luân lưu                                   |                         |                                                                                             |  |
| - Torp - Bidwell - Eccles - Rudoni - Bassette |                   | - Windass - Bannan - J. Lowe - S. Charles - Kobacki |                         |                                                                                             |  |

| 12 tháng 1 năm 2025                                                | Hull City (2) | 1–1 (s.h.p.) (4–5 p)                                      | Doncaster Rovers (4) | Kingston upon Hull                                                                |  |
| 12:00 GMT                                                          | - Puerta 80'  | Chi tiết                                                  | - Molyneux 51'       | Sân vận động: Sân vận động MKM Lượng khán giả: 10.032 Trọng tài: Sunny Singh Gill |  |
|                                                                    |               | Loạt sút luân lưu                                         |                      |                                                                                   |  |
| - João Pedro - McLoughlin - L. Coyle - Slater - Burstow - A. Jones |               | - Ironside - Sterry - Gibson - Close - Molyneux - Clifton |                      |                                                                                   |  |

| 12 tháng 1 năm 2025 | Tamworth (5) | 0–3 (s.h.p.) | Tottenham Hotspur (1)                                   | Tamworth                                                                    |  |
| 12:30 GMT           |              | Chi tiết     | - Tshikuna 101' (l.n.) - Kulusevski 107' - Johnson 118' | Sân vận động: The Lamb Ground Lượng khán giả: 3.720 Trọng tài: Peter Bankes |  |

| 12 tháng 1 năm 2025                  | Arsenal (1)   | 1–1 (s.h.p.) (3–5 p)                           | Manchester United (1) | Holloway                                                                            |  |
| 15:00 GMT                            | - Gabriel 63' | Chi tiết                                       | - Fernandes 52'       | Sân vận động: Sân vận động Emirates Lượng khán giả: 60.109 Trọng tài: Andrew Madley |  |
|                                      |               | Loạt sút luân lưu                              |                       |                                                                                     |  |
| - Ødegaard - Havertz - Rice - Partey |               | - Fernandes - Amad - Yoro - Martínez - Zirkzee |                       |                                                                                     |  |

| 12 tháng 1 năm 2025 | Crystal Palace (1) | 1–0      | Stockport County (3) | Selhurst                                                                     |  |
| 15:00 GMT           | - Eze 4'           | Chi tiết |                      | Sân vận động: Selhurst Park Lượng khán giả: 21.104 Trọng tài: Stuart Attwell |  |

| 12 tháng 1 năm 2025 | Ipswich Town (1)                            | 3–0      | Bristol Rovers (3) | Ipswich                                                                      |  |
| 15:00 GMT           | - Phillips 18' - J. Clarke 24' - Taylor 37' | Chi tiết |                    | Sân vận động: Portman Road Lượng khán giả: 27.678 Trọng tài: Oliver Langford |  |

| 12 tháng 1 năm 2025 | Newcastle United (1)                         | 3–1      | Bromley (4)   | Newcastle upon Tyne                                                        |  |
| 15:00 GMT           | - Miley 16' - Gordon 49' (ph.đ.) - Osula 61' | Chi tiết | - Congreve 8' | Sân vận động: St James' Park Lượng khán giả: 52.088 Trọng tài: Will Finnie |  |

| 12 tháng 1 năm 2025 | Southampton (1)                    | 3–0      | Swansea City (2) | Southampton                                                                          |  |
| 16:30 GMT           | - Kamaldeen 20' - Dibling 35', 65' | Chi tiết |                  | Sân vận động: Sân vận động St Mary Lượng khán giả: 12.120 Trọng tài: Tony Harrington |  |

| 13 tháng 1 năm 2025 | Millwall (2)                                         | 3–0      | Dagenham & Redbridge (5) | Bermondsey                                                          |  |
| 19:30 GMT           | - Ivanović 30' - De Norre 70' - Bangura-Williams 85' | Chi tiết |                          | Sân vận động: The Den Lượng khán giả: 5.625 Trọng tài: Bobby Madley |  |

| 14 tháng 1 năm 2025                                                                                    | Leyton Orient (3) | 1–1 (s.h.p.) (6–5 p)                                          | Derby County (2) | Leyton                                                                        |  |
| 19:45 GMT                                                                                              | - Kelman 20'      | Chi tiết                                                      | - Brown 24'      | Sân vận động: Brisbane Road Lượng khán giả: 8.279 Trọng tài: Benjamin Speedie |  |
| |                   | Loạt sút luân lưu                                             |                  |                                                                               |  |
| - Donley - James - Brown - Cooper - Kelman - Obiero                                                    |                   | - Collins - Goudmijn - Harness - Jackson - Barkhuizen - Elder |                  |                                                                               |  |
| Ghi chú: Trận đấu ban đầu dự kiến diễn ra vào ngày 11 tháng 1, nhưng bị hoãn lại do mặt sân đóng băng. |                   |                                                               |                  |                                                                               |  |

| 14 tháng 1 năm 2025                                                                            | Mansfield Town (3) | 0–2      | Wigan Athletic (3)  | Mansfield                                                                |  |
| 19:45 GMT                                                                                      |                    | Chi tiết | - Aasgaard 48', 54' | Sân vận động: Field Mill Lượng khán giả: 4.523 Trọng tài: Alex Chilowicz |  |
| Ghi chú: Trận đấu ban đầu diễn ra vào ngày 11 tháng 1, nhưng bị hoãn lại do mặt sân đóng băng. |                    |          |                     |                                                                          |  |

| 14 tháng 1 năm 2025                                                                                    | Preston North End (2) | 2–1      | Charlton Athletic (3) | Preston                                                                |  |
| 19:45 GMT                                                                                              | - Osmajić 32', 47'    | Chi tiết | - Berry 40'           | Sân vận động: Deepdale Lượng khán giả: 7.734 Trọng tài: Ruebyn Ricardo |  |
| Ghi chú: Trận đấu ban đầu dự kiến diễn ra vào ngày 11 tháng 1, nhưng bị hoãn lại do mặt sân đóng băng. |                       |          |                       |                                                                        |  |

## Vòng 4
32 đội chiến thắng từ vòng ba sẽ thi đấu tại vòng bốn. Đội bóng Doncaster Rovers thuộc giải League Two là đội có thứ hạng thấp nhất trong cuộc bốc thăm, được tiến hành vào ngày 12 tháng 1 năm 2025 bởi Martin Keown và Mark Schwarzer tại sân vận động Emirates.
| Premier League | Championship | League One | League Two | Non-League | Total    |
| -------------- | ------------ | ---------- | ---------- | ---------- | -------- |
| 17 / 20        | 9 / 24       | 5 / 24     | 1 / 24     | 0 / 32     | 32 / 124 |

| 7 tháng 2 năm 2025 | Manchester United (1)         | 2–1      | Leicester City (1)    | Trafford                                                                       |  |
| 20:00 GMT          | - Zirkzee 68' - Maguire 90+3' | Chi tiết | - De Cordova-Reid 42' | Sân vận động: Old Trafford Lượng khán giả: 73,693 Trọng tài: Michael Salisbury |  |

| 8 tháng 2 năm 2025 | Leeds United (2) | 0–2      | Millwall (2)     | Leeds                                                                  |  |
| 12:15 GMT          |                  | Chi tiết | - Azeez 30', 55' | Sân vận động: Elland Road Lượng khán giả: 34,923 Trọng tài: Gavin Ward |  |

| 8 tháng 2 năm 2025 | Leyton Orient (3) | 1–2      | Manchester City (1)          | Leyton                                                                   |  |
| 12:15 GMT          | Ortega 16' (l.n.) | Chi tiết | Khusanov 56' · De Bruyne 79' | Sân vận động: Brisbane Road Lượng khán giả: 8,749 Trọng tài: Darren Bond |  |

| 8 tháng 2 năm 2025 | Coventry City (2)  | 1–4      | Ipswich Town (1)                                     | Coventry                                                                                  |  |
| 15:00 GMT          | - Latibeaudiere 8' | Chi tiết | - Hirst 2' (ph.đ.) - Clarke 28', 37' - Philogene 63' | Sân vận động: Coventry Building Society Arena Lượng khán giả: 30,055 Trọng tài: Ben Toner |  |

| 8 tháng 2 năm 2025 | Everton (1) | 0–2      | Bournemouth (1)                      | Liverpool                                          |  |
| 15:00 GMT          |             | Chi tiết | - Semenyo 23' (ph.đ.) - Jebbison 43' | Sân vận động: Goodison Park Trọng tài: John Brooks |  |

| 8 tháng 2 năm 2025                                      | Preston North End (2) | 0–0 (s.h.p.) (4–2 p)             | Wycombe Wanderers (3) | Preston                                                                   |  |
| 15:00 GMT                                               |                       | Chi tiết                         |                       | Sân vận động: Deepdale Lượng khán giả: 10,444 Trọng tài: Benjamin Speedie |  |
|                                                         |                       | Loạt sút luân lưu                |                       |                                                                           |  |
| - Greenwood - Osmajić - Frøkjær-Jensen - McCann - Evans |                       | - Lubala - Udoh - Reach - Scowen |                       |                                                                           |  |

| 8 tháng 2 năm 2025 | Southampton (1) | 0–1      | Burnley (2)   | Southampton                                                         |  |
| 15:00 GMT          |                 | Chi tiết | - Edwards 77' | Sân vận động: St Mary Lượng khán giả: 15,253 Trọng tài: Will Finnie |  |

| 8 tháng 2 năm 2025              | Stoke City (2)                        | 3–3 (s.h.p.) (2–4 p)                            | Cardiff City (2)               | Stoke-on-Trent                                                     |  |
| 15:00 GMT                       | - Koumas 42', 46' - Baker 57' (ph.đ.) | Chi tiết                                        | - Colwill 8', 68' - Salech 19' | Sân vận động: Bet365 Lượng khán giả: 12,641 Trọng tài: Thomas Kirk |  |
|                                 |                                       | Loạt sút luân lưu                               |                                |                                                                    |  |
| - Tezgel - Seko - Rose - Burger |                                       | - Ralls - Salech - Chambers - Willock - Colwill |                                |                                                                    |  |

| 8 tháng 2 năm 2025 | Wigan Athletic (3) | 1–2      | Fulham (1)       | Wigan                                                                      |  |
| 15:00 GMT          | - Smith 50'        | Chi tiết | - Muniz 23', 55' | Sân vận động: Brick Community Lượng khán giả: 12,281 Trọng tài: David Webb |  |

| 8 tháng 2 năm 2025 | Birmingham City (3)    | 2–3      | Newcastle United (1)            | Birmingham                                                                  |  |
| 17:45 GMT          | - Laird 1' - Iwata 40' | Chi tiết | - Willock 21', 82' - Wilson 26' | Sân vận động: St Andrew's Lượng khán giả: 27,994 Trọng tài: Matthew Donohue |  |

| 8 tháng 2 năm 2025 | Brighton & Hove Albion (1) | 2–1      | Chelsea (1)            | Brighton và Hove                               |  |
| 20:00 GMT          | - Rutter 12' - Mitoma 57'  | Chi tiết | - Verbruggen 5' (l.n.) | Sân vận động: Falmer Trọng tài: Jarred Gillett |  |

| 9 tháng 2 năm 2025 | Blackburn Rovers (2) | 0–2      | Wolverhampton Wanderers (1) | Blackburn                                       |  |
| 12:30 GMT          |                      | Chi tiết | - Gomes 33' - Cunha 34'     | Sân vận động: Ewood Park Trọng tài: Lewis Smith |  |

| 9 tháng 2 năm 2025 | Plymouth Argyle (2)  | 1-0      | Liverpool (1) | Plymouth                                       |  |
| 15:00 GMT          | - Hardie 53' (ph.đ.) | Chi tiết |               | Sân vận động: Home Park Trọng tài: Sam Barrott |  |

| 9 tháng 2 năm 2025 | Aston Villa (1)          | 2–1      | Tottenham Hotspur (1) | Birmingham                                         |  |
| 17:35 GMT          | - Ramsey 1' - Rogers 64' | Chi tiết | - Tel 90+1'           | Sân vận động: Villa Park Trọng tài: Anthony Taylor |  |

| 10 tháng 2 năm 2025 | Doncaster Rovers (4) | 0–2      | Crystal Palace (1)        | Doncaster                                               |  |
| 19:45 GMT           |                      | Chi tiết | - Muñoz 31' - Devenny 55' | Sân vận động: Eco-Power Stadium Trọng tài: Farai Hallam |  |

| 11 tháng 2 năm 2025                    | Exeter City (3)    | 2–2 (s.h.p.) (2–4 p)                       | Nottingham Forest (1)    | Exeter                                                                      |  |
| 20:00 GMT                              | - Magennis 5', 50' | Chi tiết                                   | - Sosa 15' - Awoniyi 37' | Sân vận động: St James Park Lượng khán giả: 8,330 Trọng tài: Andrew Kitchen |  |
|                                        |                    | Loạt sút luân lưu                          |                          |                                                                             |  |
| - Magennis - Cole - MacDonald - Yogane |                    | - Wood - Gibbs-White - Anderson - Williams |                          |                                                                             |  |

## Vòng 5
16 đội chiến thắng từ vòng 4 sẽ thi đấu tại vòng 5. Buổi bốc thăm diễn ra vào ngày 10 tháng 2 năm 2o25 bởi Theo Walcott và Alex Scott
| Premier League | Championship | League One | League Two | Non-League | Tổng     |
| -------------- | ------------ | ---------- | ---------- | ---------- | -------- |
| 11 / 20        | 5 / 24       | 0 / 24     | 0 / 24     | 0 / 32     | 16 / 124 |

| 28 tháng 2 năm 2025 | Aston Villa (1)    | 2–0      | Cardiff City (2) | Birmingham                                                              |  |
| 20:00 GMT           | - Asensio 68', 80' | Chi tiết |                  | Sân vận động: Villa Park Lượng khán giả: 40,175 Trọng tài: Peter Bankes |  |

| 1 tháng 3 năm 2025 | Crystal Palace (1)                              | 3–1      | Millwall (2)     | Selhurst                                                                     |  |
| 12:15 GMT          | - Tanganga 33' (l.n.) - Muñoz 40' - Nketiah 81' | Chi tiết | - Harding 45+13' | Sân vận động: Selhurst Park Lượng khán giả: 21,263 Trọng tài: Michael Oliver |  |

| 1 tháng 3 năm 2025 | Preston North End (2)                 | 3–0      | Burnley (2) | Preston                                                              |  |
| 12:15 GMT          | - Brady 31' - Osmajić 44' - Keane 73' | Chi tiết |             | Sân vận động: Deepdale Lượng khán giả: 17,761 Trọng tài: John Brooks |  |

| 1 tháng 3 năm 2025                                              | Bournemouth (1) | 1–1 (s.h.p.) (5–4 p)                                       | Wolverhampton Wanderers (1) | Bournemouth                                                               |  |
| 15:00 GMT                                                       | - Evanilson 30' | Chi tiết                                                   | - Cunha 60'                 | Sân vận động: Dean Court Lượng khán giả: 11,021 Trọng tài: Chris Kavanagh |  |
|                                                                 |                 | Loạt sút luân lưu                                          |                             |                                                                           |  |
| - Kluivert - Ouattara - Tavernier - Huijsen - Cook - Sinisterra |                 | - Larsen - André - Aït-Nouri - T. Gomes - Doherty - Traoré |                             |                                                                           |  |

| 1 tháng 3 năm 2025 | Manchester City (1)                   | 3–1      | Plymouth Argyle (2) | Manchester                                                                              |  |
| 17:45 GMT          | - O'Reilly 45+1', 76' - De Bruyne 90' | Chi tiết | - Talovierov 38'    | Sân vận động: City of Manchester Stadium Lượng khán giả: 50,044 Trọng tài: Craig Pawson |  |

| 2 tháng 3 năm 2025 | Newcastle United (1) | 1–2 (s.h.p.) | Brighton & Hove Albion (1)  | Newcastle upon Tyne                                                           |  |
| 13:45 GMT          | - Isak 22' (ph.đ.)   | Chi tiết     | - Minteh 44' - Welbeck 114' | Sân vận động: St James' Park Lượng khán giả: 51,566 Trọng tài: Anthony Taylor |  |

| 2 tháng 3 năm 2025                                  | Manchester United (1) | 1–1 (s.h.p.) (3–4 p)                   | Fulham (1)     | Trafford                                                                    |  |
| 16:30 GMT                                           | - Fernandes 71'       | Chi tiết                               | - Bassey 45+1' | Sân vận động: Old Trafford Lượng khán giả: 67,614 Trọng tài: Stuart Attwell |  |
|                                                     |                       | Loạt sút luân lưu                      |                |                                                                             |  |
| - Fernandes - Dalot - Casemiro - Lindelöf - Zirkzee |                       | - Jiménez - Berge - Willian - Robinson |                |                                                                             |  |

| 3 tháng 3 năm 2025                                       | Nottingham Forest (1) | 1–1 (s.h.p.) (5–4 p)                         | Ipswich Town (1) | West Bridgford                                                              |  |
| 19:30 GMT                                                | - Yates 68'           | Chi tiết                                     | - Hirst 53'      | Sân vận động: City Ground Lượng khán giả: 29,171 Trọng tài: Tony Harrington |  |
|                                                          |                       | Loạt sút luân lưu                            |                  |                                                                             |  |
| - Wood - Gibbs-White - Anderson - Williams - Hudson-Odoi |                       | - Morsy - Delap - Cajuste - Johnson - Taylor |                  |                                                                             |  |

## Tứ kết
Tám đội chiến thắng ở vòng 5 sẽ chơi ở vòng tứ kết. Đội Championship Preston North End là đội được xếp hạng thấp nhất trong lễ bốc thăm, được thực hiện vào ngày 2 tháng 3 năm 2025 bởi Denis Irwin và Danny Murphy tại Old Trafford.
| Premier League | Championship | League One | League Two | Non-League | Tổng    |
| -------------- | ------------ | ---------- | ---------- | ---------- | ------- |
| 7 / 20         | 1 / 24       | 0 / 24     | 0 / 24     | 0 / 32     | 8 / 124 |

| 29 tháng 3 năm 2025 | Fulham (1) | 0–3      | Crystal Palace (1)                 | Fulham                                                                        |  |
| 12:15 GMT           |            | Chi tiết | - Eze 34' - Sarr 38' - Nketiah 75' | Sân vận động: Craven Cottage Lượng khán giả: 26.222 Trọng tài: Darren England |  |

| 29 tháng 3 năm 2025                               | Brighton & Hove Albion (1) | 0–0 (s.h.p.) (3–4 p)                                     | Nottingham Forest (1) | Brighton và Hove                                                                 |  |
| 17:15 GMT                                         |                            | Chi tiết                                                 |                       | Sân vận động: Sân vận động Falmer Lượng khán giả: 29.930 Trọng tài: Peter Bankes |  |
|                                                   |                            | Loạt sút luân lưu                                        |                       |                                                                                  |  |
| - João Pedro - Gruda - Hinshelwood - Gómez - Dunk |                            | - Anderson - Hudson-Odoi - Williams - Milenković - Yates |                       |                                                                                  |  |

| 30 tháng 3 năm 2025 | Preston North End (2) | 0–3      | Aston Villa (1)                          | Preston                                                                 |  |
| 13:30 BST           |                       | Chi tiết | - Rashford 58', 63' (ph.đ.) - Ramsey 71' | Sân vận động: Deepdale Lượng khán giả: 22.198 Trọng tài: Chris Kavanagh |  |

| 30 tháng 3 năm 2025 | Bournemouth (1) | 1–2      | Manchester City (1)          | Bournemouth                                                               |  |
| 16:30 BST           | - Evanilson 21' | Chi tiết | - Haaland 49' - Marmoush 63' | Sân vận động: Dean Court Lượng khán giả: 10.954 Trọng tài: Stuart Attwell |  |

## Bán kết
Bốn đội chiến thắng từ vòng tứ kết sẽ tham dự vòng bán kết. Tất cả bốn đội bóng đều đang chơi tại Premier League. Lễ bốc thăm được thực hiện vào ngày 30 tháng 3 năm 2025 bởi Joe Hart tại Deepdale.
| Premier League | Championship | League One | League Two | Non-League | Tổng    |
| -------------- | ------------ | ---------- | ---------- | ---------- | ------- |
| 4 / 20         | 0 / 24       | 0 / 24     | 0 / 24     | 0 / 32     | 4 / 124 |

| 26 tháng 4 năm 2025 | Crystal Palace (1)          | 3–0      | Aston Villa (1) | Wembley                                                                             |  |
| 17:15 BST           | - Eze 31' - Sarr 58', 90+4' | Chi tiết |                 | Sân vận động: Sân vận động Wembley Lượng khán giả: 82.301 Trọng tài: Anthony Taylor |  |

| 27 tháng 4 năm 2025 | Nottingham Forest (1) | 0–2      | Manchester City (1)       | Wembley                                                                             |  |
| 16:30 BST           |                       | Chi tiết | - Lewis 2' - Gvardiol 51' | Sân vận động: Sân vận động Wembley Lượng khán giả: 72.976 Trọng tài: Michael Oliver |  |

## Chung kết
| Premier League | Championship | League One | League Two | Non-League | Tổng    |
| -------------- | ------------ | ---------- | ---------- | ---------- | ------- |
| 2 / 20         | 0 / 24       | 0 / 24     | 0 / 24     | 0 / 32     | 2 / 124 |

| Crystal Palace | 1-0      | Manchester City |
| -------------- | -------- | --------------- |
| Eze 16'        | Chi tiết |                 |

## Cầu thủ ghi bàn hàng đầu
| Xếp hạng | Cầu thủ          | Câu lạc bộ             | Bàn thắng |
| -------- | ---------------- | ---------------------- | --------- |
| 1        | Josh Magennis    | Exeter City            | 6         |
| 2        | Eberechi Eze     | Crystal Palace         | 4         |
| 2        | Ricky-Jade Jones | Peterborough United    | 4         |
| 4        | Thelo Aasgaard   | Wigan Athletic         | 3         |
| 4        | Gassan Ahadme    | Charlton Athletic      | 3         |
| 4        | Jack Clarke      | Ipswich Town           | 3         |
| 4        | Jovon Makama     | Lincoln City           | 3         |
| 4        | James McAtee     | Manchester City        | 3         |
| 4        | Rodrigo Muniz    | Fulham                 | 3         |
| 4        | Nico O'Reilly    | Manchester City        | 3         |
| 4        | Milutin Osmajić  | Preston North End      | 3         |
| 4        | Georginio Rutter | Brighton & Hove Albion | 3         |
| 4        | Ismaïla Sarr     | Crystal Palace         | 3         |
| 4        | Jonny Smith      | Wigan Athletic         | 3         |
| 4        | Tyler Walton     | Accrington Stanley     | 3         |

## Truyền hình
Tại Việt Nam, các trận đấu được phát sóng trên FPT Play và MyTV.
Cả BBC Sport và ITV Sport đều phát sóng các trận đấu tại Cúp FA cho đến mùa giải 2025–26.
| Đài truyền hình | Tóm tắt |
| --------------- | --- |
| BBC Sport       | 18 trận đấu trực tiếp mỗi mùa, với highlight của FA Community Shield. BBC Sport có quyền lưạ chọn thứ hai và thứ ba các trận đấu ở vòng hai, vòng bốn và vòng tứ kết, cũng như quyền lựa chọn trận thứ nhất và thứ tư ở vòng một, vòng ba và vòng năm, cũng như lượt chọn đầu tiên của trận bán kết.         |
| ITV Sport       | Ít nhất 20 trận đấu trực tiếp mỗi mùa, cộng với việc đưa tin trực tiếp về FA Community Shield. ITV có quyền lựa chọn đầu tiên và thứ tư các trận đấu ở vòng hai, vòng bốn và vòng tứ kết, cũng như quyền lựa chọn thứ hai và thứ ba cho vòng một, vòng ba và vòng năm và lượt chọn thứ hai của vòng bán kết. |